# Avionul buclucaș
Avionul buclucaș (1980, denumire originală Airplane!, cunoscut ca Flying High! în Australia, Noua Zeelandă, Africa de Sud, Japonia și Filipine) este un film de comedie regizat de Jim Abrahams, David Zucker și Jerry Zucker.
În rolurile principale interpretează actorii Robert Hays și Julie Hagerty, în alte roluri apar Leslie Nielsen, Robert Stack, Lloyd Bridges, Peter Graves, Kareem Abdul-Jabbar și Lorna Patterson. Filmul este o parodie a genului de filme cu dezastre, în special a filmului produs de Paramount Zero Hour! (1957), al cărui scenariu îl urmează îndeaproape cu modificările superficiale. De exemplu, Ted Striker era Ted Stryker în filmul mai vechi.

## Prezentare

Julie Haggerty și Leslie Nielsen într-o scenă a filmului, alături de Otto, asa zisul pilot-automat

În timpul unei curse de avion de la Los Angeles spre Chicago, din cauza unei intoxicații alimentare cu pește, piloții și o parte din pasageri se îmbolnăvesc grav. Singura soluție ca avionul să ajungă la destinație și să aterizeze în siguranță este fostul pilot acum șofer de taxi Ted Striker (Robert Hays). Acesta însă a fost traumatizat în timpul unui război nenumit și îi este frică să mai piloteze avioane. 

## Actori/Roluri
- Robert Hays este Ted Striker
- Julie Hagerty este Elaine Dickinson
- Leslie Nielsen este Dr. Barry Rumack
- Peter Graves este Cpt. Clarence Oveur
- Lloyd Bridges este Steve McCroskey
- Robert Stack este Cpt. Rex Kramer
- Lorna Patterson este Randy, stewardesa blondă
- Stephen Stucker este Air Traffic Controller Johnny Henshaw-Jacobs
- Frank Ashmore este Victor Basta
- Jonathan Banks este Gunderson
- Kareem Abdul-Jabbar este Roger Murdock/himself incognito
- Craig Berenson este Paul Carey
- Barbara Billingsley este Jive Lady
- Lee Bryant este Dna. Hammen
- Nicholas Pryor este Dl. Jim Hammen
- Joyce Bulifant este Dna. Davis
- Marcy Goldman este Dna. Geline
- Barbara Stuart este Dna. Kramer
- Ross Harris este Joey Hammen
- James Hong este Generalul japonez
- Norman Alexander Gibbs este First Jive Dude
- Al White este Second Jive Dude
- David Leisure este First Krishna
- Jill Whelan este Lisa Davis
- Ethel Merman este Lt. Herwitz
- Lee Terri este Dna. Oveur
- Howard Jarvis este Omul din taxi
- "și Otto în rolul său"